# 布什拉希勒
36°15′53″N 3°01′50″E / 36.26472°N 3.03056°E

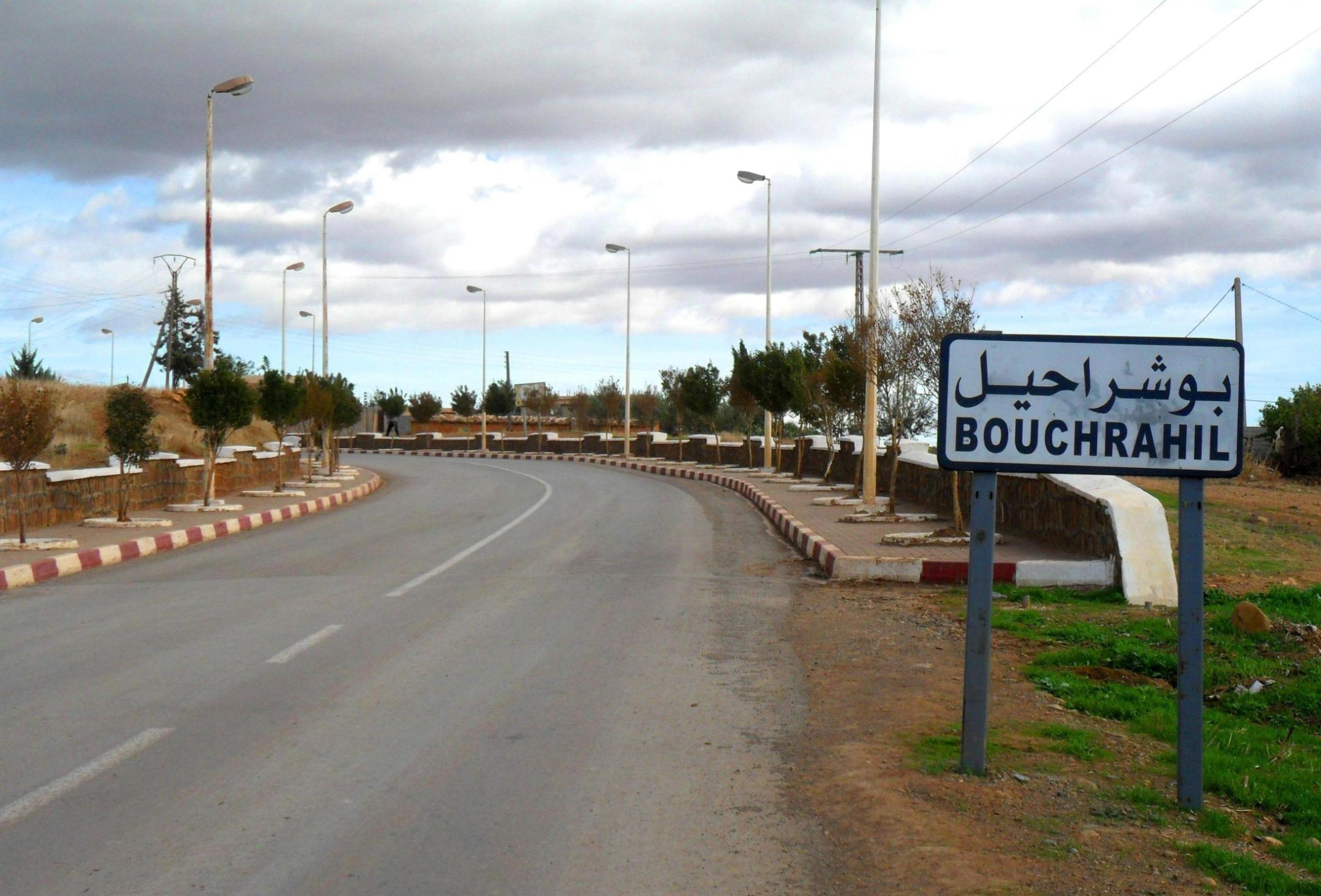

布什拉希勒（阿拉伯语：‎），是阿爾及利亞的城鎮，位於該國北部麥迪亞省，由西迪納曼區負責管轄，面積211平方公里，2008年人口11,633，人口密度每平方公里55人。